# Claire de Duras
Claire Louisa Rose de Duras nata Bonne de Coëtnempren de Kersaint (Brest, 23 marzo 1777 – Nizza, 16 gennaio 1828) è stata una scrittrice francese, conosciuta soprattutto per il romanzo Ourika, pubblicato nel 1823. Si tratta del primo romanzo in Francia che propone di descrivere gli effetti del razzismo su una persona di colore, foriera di una conseguente disintegrazione psicologica che termina in depressione e autodisprezzo.

## Vita
La sua innocente e felice infanzia, seppur minata dal cattivo rapporto tra i genitori, è interrotta da due eventi drammatici. In partenza da Bordeaux verso la Martinique, viene a conoscenza della decapitazione di suo padre (4 dicembre 1793), l'ammiraglio liberale Armand de Kersaint, autore di un pamphlet contro i privilegi intitolato Le bon sens. Inoltre Claire era in partenza con la madre per sfuggire alle turbolenze rivoluzionarie, e quest'esilio le è fatale. Le due donne si stabiliscono prima nella Martinica, terra d'origine di sua madre, per poi emigrare negli Stati Uniti, in Svizzera e infine a Londra in una comunità francese di emigranti, dove Claire conosce e sposa il duca Amédée Bretagne Malo de Durfort, duca di Duras, nel 1797. Nell'ambiente londinese, secondo Sainte-Beuve, deve aver sofferentemente avuto «l'impression de n'être pas à sa place». Nel 1798 nasce la prima figlia nonché sua prediletta, Félicie, la cui freddezza nei confronti dell'affetto materno ferisce profondamente la duchessa. Un anno dopo nasce la secondogenita Clara.
Rassicurati dal colpo di stato di Bonaparte, con l'Impero possono tornare in Francia, stabilendosi a Parigi nel periodo della Restaurazione. Grazie all'amicizia con Chateaubriand, conosciuto nel periodo dell'esilio a Londra, può accedere ai migliori salotti letterari di Parigi. Diventa amica di Germaine de Staël e di Rosalie de Constant, la cugina di Benjamin Constant. Suo marito fu amico di Luigi XVIII di Francia e la sua casa fu punto di incontro e di ritrovo per i numerosi letterati parigini del tempo come il filologo Humboldt, Lamartine, Talleyrand.
L'anno della grande produzione della duchesse frutta un consistente lavoro forse dovuto a un tentativo di cura psicologica e di terapia per un animo minato dal desiderio di stabilire delle relazioni più forti di quelle che il mondo le aveva offerto. Compone cinque opere a cavallo tra il 1821 e il 1822. Inizia con un testo che apparirà in cento esemplari un anno prima della sua morte: Pensées de Louis XIV, extraits de ses ouvrages et de ses lettres manuscrites, recueil préparé par Mme de Duras. Lo seguono le pubblicazioni di Ourika, nel 1824 e di Édouard nel 1825. Compone poi Olivier ou le Secret, che sarà concesso all'editoria solo nel 1971. Nel novembre del 1822, nella sua corrispondenza, Claire evoca un nuovo romanzo, Le Moine ou l'abbé du mont Saint-Bernard. Questo romanzo incompiuto è ancora oggi inedito insieme a Les Mémoires de Sophie. Smette di scrivere quando escono dei falsi di Olivier nel 1826.

## Critica
Claire de Duras fu una scrittrice complessa e controversa, trattò soprattutto di personaggi oppressi ed emarginati, dei quali l'origine sociale o la razza sono elementi che impediscono loro di vivere un'esistenza positiva. Ella analizzò i principi fondamentali della Rivoluzione francese, in particolare l'uguaglianza tra gli uomini e le donne. La tragedia è un tema comune a tutti i soggetti dei suoi romanzi, gli amori che descrive sono sempre incompiuti, le relazioni risentono di motivazioni sociali (l'origine o lo stato) oppure sono intrinseci al personaggio (segreti personali).
La scrittrice fu lungamente considerata un'autrice di piccoli romanzi sentimentali di poca importanza, ma la critica recente l'ha rivalutata positivamente, soprattutto per le sue teorie post-moderne sulla questione dell'identità.

## Opere
- Il segreto, Sellerio, 1989.
- Ourika, Paris, Ladvocat, 1824.
- Ourika, Éditions des femmes, Parigi, 1979; tr. it. Ourika, a cura di B. Craveri, Adelphi, Milano, 2009, ISBN 978-88-459-2459-0
- Ourika, Traduzione di Eleonora Allegrini, L'Alcova Letteraria, 2023
- Édouard, Paris, Ladvocat, 1825.
- Édouard, Mercure de France, Parigi, 1983.
- Olivier ou le secret, Corti, Parigi, 1971.

### Pubblicazioni postume
- Pensées de Louis XIV, extraites de ses ouvrages et de ses lettres manuscrites, recueil préparé par M<me de Duras, Paris, Firmin-Didot, 1827.

### Opere inedite
- Le Moine du Saint-Bernard
- Les Mémoires de Sophie